# 1050 a.C.

## Eventos
- 1650 a.C a 1050 a.C - a Idade do Bronze tardia no Chipre.[1]
- A cerâmica feita em Atenas melhora significativamente em qualidade.[2]
- Vitória dos filisteus em Eben-Ezer.[3][4]
  - A Arca do Concerto é capturada pelos filisteus.[5]
- Queda de Micenas, maior cidade da Grécia, nas mãos dos dórios.

## Mortes
Rei Wen, o fundador simbólico da dinastia Zhou da China, estabelecida efetivamente quatro anos depois por seu filho, o Rei Wu.